# دفع الله الحاج علي
دفع الله الحاج علي عثمان، هو دبلوماسي سوداني ورئيس وزراء السودان بالإنابة منذ 30 أبريل 2025.

## السيرة
حصل عثمان على درجة البكالوريوس من جامعة الخرطوم عام 1978. أصبح دبلوماسيًا في الثمانينيات وشغل منصب سفير السودان لدى فرنسا (2016-2020) وباكستان والفاتيكان. [ 2 ]
كان عثمان الممثل الدائم للسودان لدى الأمم المتحدة في الفترة من 13 أغسطس 2010 إلى 16 أبريل 2014. بعد الغارة الجوية الإسرائيلية عام 2012 على مصنع اليرموك للذخيرة، أحضر عثمان القضية إلى مجلس الأمن التابع للأمم المتحدة. كما ادعى أن إسرائيل انتهكت المجال الجوي السوداني ثلاث مرات في السنوات الأخيرة. وقال عثمان أيضًا إن السودان لديه "الحق في الرد" وضرب إسرائيل.
في عام 2019، تقدم عثمان بطلب التقاعد المبكر لكنه عاد بعد انقلاب 2021 ، ليصبح وكيل وزارة الخارجية حتى 8 ديسمبر 2023. في عام 2024، تم تعيينه سفيرًا للسودان لدى المملكة العربية السعودية.
في 30 أبريل 2025، تم تعيين عثمان رئيسًا للوزراء بالإنابة من قبل رئيس مجلس السيادة الانتقالي عبد الفتاح البرهان.